# Kanal Maurice
Kanal Maurice (eng. Maurice Channel) je tjesnac širok 3 km između otoka Bellingshausen i Cook, u otočju Južni Sandwich kod Antarktike.

## Povijest
Godine 1820. Fabian Gottlieb von Bellingshausen neizravno je ukazao na postojanje tjesnaca opisujući otočje Južni Thule kao jedna visoka stijena i tri mala otoka. Tjesnac je 1930. godine ucrtalo osoblje Discovery Investigations-a na Discoveryju II i nazvano je po Henryju Gascoyneu Mauriceu, članu Discovery Committee-ja.  